# Just Dance
"Just Dance" je prva pjesma pjevačice Lady Gaga s albuma The Fame. Singl je objavljen 8. travnja 2008. godine. Lady Gaga snimala je ovaj spot s Colby O'Donisom i Akonom.